# Amsterdam Airport Schiphol
Amsterdam Airport Schiphol (Luchthaven Schiphol), der ligger 17,5 km sydvest for Amsterdam, i kommunen Haarlemmermeer, er Hollands hovedlufthavn og en af Europas største lufthavne.
Schiphol var oprindeligt fra begyndelsen af 1900-tallet en militær flyvebase, men var stort set med fra starten, da den civile luftfart blev indledt.
I 1951 åbnede Fokker en fabrik i nærheden. I dagtimerne består Schiphol af 6 landingsbaner – den seneste blev indviet i 2003, mens en syvende er på tegnebrættet.
Der findes en stor passagerterminal, som dog er opdelt i tre haller. Her er der ligeledes planer om en udvidelse.
På grund af den tætte flytrafik i lufthavnen, har flere mindre firmaer valgt at foretage deres landinger på mindre flyvepladser, som f.eks. i Groningen, Rotterdam, Eindhoven eller Maastricht.
Schiphol er hovedlufthavn for flyselskabet KLM, samt dets datterselskaber Transavia og Martinair.
| Luftfart | Spire Denne artikel om flyvning er en spire som bør udbygges. Du er velkommen til at hjælpe Wikipedia ved at udvide den. |